# ラヴェリータ
ラヴェリータ（欧字名:La Verita、2006年2月14日 - 2024年4月3日）は、日本の競走馬、繁殖牝馬。主な勝ち鞍に2009年の関東オークス、スパーキングレディーカップ、2010年の名古屋大賞典、スパーキングレディーカップ、2011年のTCK女王盃、エンプレス杯、スパーキングレディーカップ。
馬名の由来は、イタリア語で「真実」を意味する「La Verita」。近親に2007年・2008年アメリカリーディングサイアーのSmart Strike、1991年カナダ三冠馬Dance Smartlyがいる。

## 経歴

### 競走馬時代
キーンランド2007セプテンバー・イヤリングセールにおいて、32万ドル（約3600万円）で落札される。
芝路線では結果を出し得ていないが、2歳時に阪神ダート1400mのレコードタイムを13年ぶりに塗り替え、3歳時には創設10回目となる昇竜ステークスを牝馬として初めて制する等、ダート路線においては早くから活躍していた。
関東オークスでは距離延伸を問題にせず優勝、アンブライドルズソング産駒初の重賞勝利を記録。続くスパーキングレディーカップも制し重賞2連勝となった。秋緒戦、芝レースに出走となったローズステークスでは13着と大敗した。続く武蔵野ステークスでは後方から追い上げてくるものの5着だった。本番のジャパンカップダートでは終始後方のまま13着と大敗した。続く兵庫ゴールドトロフィーでは1番人気に推されたが、トーセンブライトの3着に敗れた。

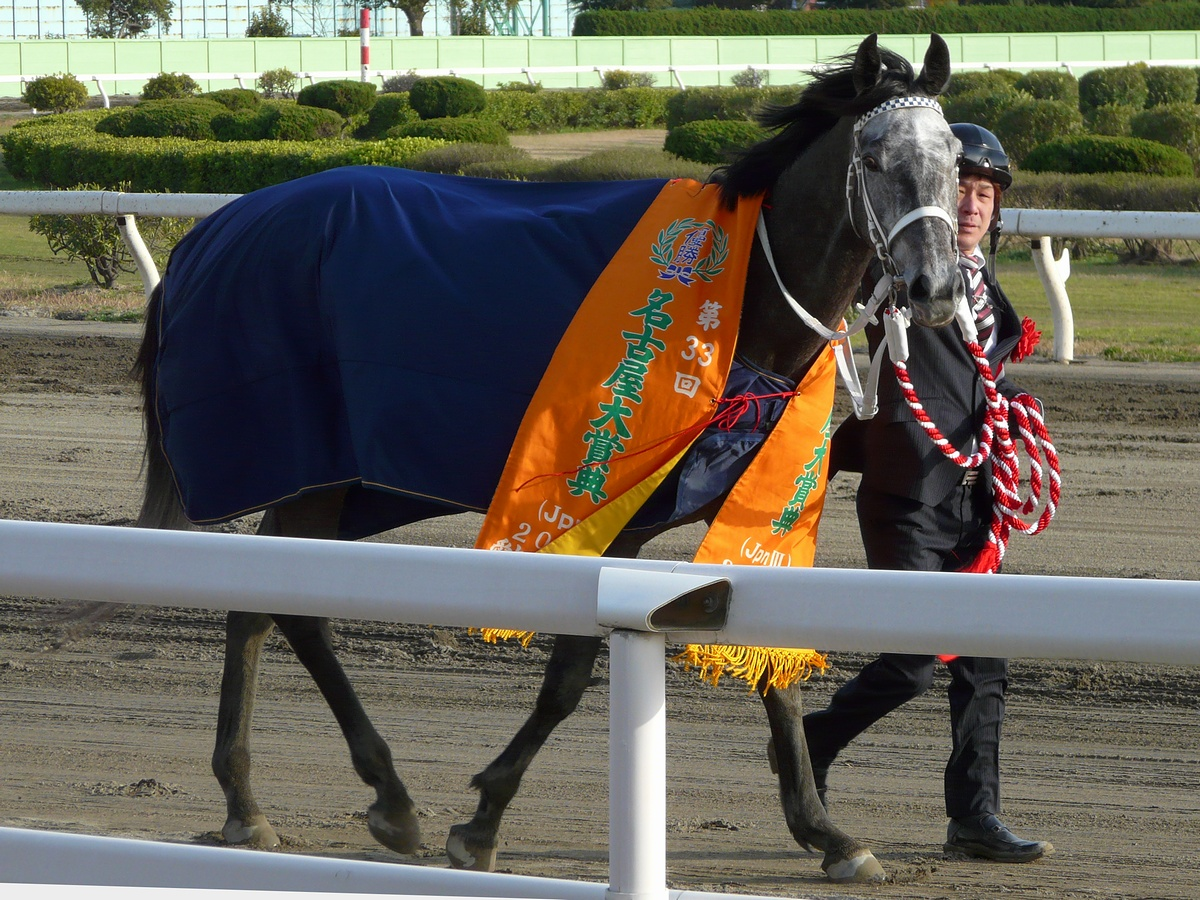
2010年名古屋大賞典

2010年はエンプレス杯から始動。1番人気に推されたが、最後の直線で2番手追走から2周目の向正面で先頭に立ったブラボーデイジーとの競り合いにクビ差で敗れ2着となった。名古屋大賞典では先団追走から2周目の向正面で先頭に立つと、直線に入っても後続の追撃を許さず、アドマイヤスバルに2馬身差をつけて快勝した。マリーンカップでは逃げるケイアイガーベラをぴったりとマークし、直線で叩き合いとなるも、ハナ差でトーホウドルチェの2着に敗れた。東海ステークスでは好位でレースを進めるも直線で伸びず9着に敗れた。続くブリリアントステークスでは8番人気の低評価だったが、好位でレースを進めると、最後の直線でマチカネニホンバレとの追い比べを制し快勝した。スパーキングレディーカップでは中盤からほぼトーホウドルチェとのマッチレースの様相で徐々に先頭に進出し、直線で突き放して連覇を達成した。
秋緒戦のシリウスステークスでは2番手追走から直線で一旦先頭に躍り出るもキングスエンブレムにかわされ2着となった。
JBCクラシックでは中団から徐々に差を詰めてくるも8着に敗れた。ジャパンカップダートでは3・4番手追走も直線では伸びず7着だった。
2011年はTCK女王盃から始動。好位追走から直線でのミラクルレジェンドとの叩き合いを制し、重賞5勝目をあげた。続くエンプレス杯は6番手を内で追走し、残り100mで先頭に並びかけるとゴール前の接戦を制し、重賞6勝目をあげた。マーチステークスでは中団の外目でレースを進めたが直線では全く伸びず14着と大敗。かしわ記念では先手を取り逃げ、直線でフリオーソにかわされたが2着に粘った。さきたま杯は1番人気で出走、中団のインから競馬を進めたそのまま前には届かず5着に終わった。スパーキングレディーカップではスタンド前で先手を奪うと、一度も先頭を譲ることなく後続に6馬身差をつけて3連覇を飾った。レディスプレリュードでは中団7番手の位置につけ、3コーナー手前で外目から徐々に進出し直線で逃げたエーシンクールディを捉えたもののミラクルレジェンドに交わされ2着。JBCレディスクラシックでは4番手で追走すると、3コーナーで徐々に前へ進出、直線でミラクルレジェンドとの一騎討ちになったが2着に敗れた。ジャパンカップダートでは好位でレースを進めて4着となった。12月7日付けで競走馬登録を抹消され、引退。

### 繁殖牝馬時代
引退後は北海道新冠町のノースヒルズで繁殖牝馬となる。直仔にこれといった産駒は出ていないが、初仔ネフェルティティの産駒ラムジェットが2024年の東京ダービーなどを制している。
2024年4月2日に最後の仔となるドレフォンとの仔を出産し、その翌日に死亡。18歳没。

## 競走成績
| 年月日     | 競馬場 | 競走名               | 格     | 頭数 | オッズ （人気） | オッズ （人気） | 着順 | 騎手       | 斤量 | 距離（馬場）  | タイム （上り3F） | タイム 差 | 勝ち馬/（2着馬）       |
| ---------- | ------ | -------------------- | ------ | ---- | --------------- | --------------- | ---- | ---------- | ---- | ------------- | ----------------- | --------- | ---------------------- |
| 2008.07.13 | 函館   | 2歳新馬              |        | 13   | 27.2            | 0（7人）        | 09着 | 藤岡佑介   | 54   | 芝1800m（良） | 1:54.8 (36.7)     | -1.6      | フォーレイカー         |
| 0000.08.16 | 札幌   | 2歳未勝利            |        | 14   | 21.9            | 0（6人）        | 05着 | 長谷川浩大 | 54   | 芝1500m（良） | 1:31.6 (35.7)     | -0.6      | ディアジーナ           |
| 0000.11.24 | 京都   | 2歳未勝利            |        | 13   | 08.5            | 0（4人）        | 01着 | 藤岡佑介   | 54   | ダ1400m（良） | 1:25.2 (38.1)     | -0.7      | （フィールドチャペル） |
| 0000.12.06 | 阪神   | ポインセチア賞       | 500万  | 16   | 01.7            | 0（1人）        | 01着 | 四位洋文   | 54   | ダ1400m（重） | R1:23.5 (37.3)    | -0.6      | （ミラクルセッション） |
| 2009.02.15 | 東京   | ヒヤシンスS          | OP     | 13   | 04.7            | 0（2人）        | 03着 | C.ルメール | 54   | ダ1600m（良） | 1:38.5 (36.4)     | -0.1      | カネトシコウショウ     |
| 0000.03.15 | 阪神   | フィリーズレビュー   | JpnII  | 16   | 25.8            | 0（9人）        | 06着 | 四位洋文   | 54   | 芝1400m（良） | 1:23.5 (37.2)     | -1.1      | ワンカラット           |
| 0000.05.23 | 中京   | 昇竜S                | OP     | 11   | 05.4            | 0（3人）        | 01着 | 岩田康誠   | 54   | ダ1700m（良） | 1:43.6 (37.0)     | -0.2      | （スタッドジェルラン） |
| 0000.06.17 | 川崎   | 関東オークス         | JpnII  | 14   | 01.3            | 0（1人）        | 01着 | 岩田康誠   | 56   | ダ2100m（重） | 2:15.5 (37.0)     | -1.0      | （ツクシヒメ）         |
| 0000.07.15 | 川崎   | スパーキングLC       | JpnIII | 12   | 01.4            | 0（1人）        | 01着 | 岩田康誠   | 54   | ダ1600m（良） | 1:39.7 (38.0)     | -0.2      | （クィーンオブキネマ） |
| 0000.09.20 | 阪神   | ローズS              | GII    | 18   | 48.1            | 0（9人）        | 13着 | 後藤浩輝   | 54   | 芝1800m（良） | 1:45.8 (35.4)     | -1.1      | ブロードストリート     |
| 0000.11.07 | 東京   | 武蔵野S              | GIII   | 16   | 16.5            | 0（6人）        | 05着 | 岩田康誠   | 54   | ダ1600m（良） | 1:35.9 (36.2)     | -0.4      | ワンダーアキュート     |
| 0000.12.06 | 阪神   | ジャパンCダート      | GI     | 16   | 20.6            | 0（7人）        | 13着 | 岩田康誠   | 54   | ダ1800m（良） | 1:51.3 (37.3)     | -1.4      | エスポワールシチー     |
| 0000.12.24 | 園田   | 兵庫ゴールドT        | JpnIII | 12   | 01.5            | 0（1人）        | 03着 | 岩田康誠   | 54   | ダ1400m（良） | 1:28.1 (37.2)     | -0.5      | トーセンブライト       |
| 2010.02.24 | 川崎   | エンプレス杯         | JpnII  | 13   | 01.4            | 0（1人）        | 02着 | 岩田康誠   | 55   | ダ2100m（良） | 2:14.6 (40.1)     | -0.1      | ブラボーデイジー       |
| 0000.03.17 | 名古屋 | 名古屋大賞典         | JpnIII | 12   | 04.9            | 0（4人）        | 01着 | 岩田康誠   | 56   | ダ1900m（稍） | 2:02.1 (38.4)     | -0.4      | （アドマイヤスバル）   |
| 0000.04.14 | 船橋   | マリーンC            | JpnIII | 13   | 01.5            | 0（1人）        | 02着 | 岩田康誠   | 57   | ダ1600m（重） | 1:39.2 (37.3)     | -0.0      | トーホウドルチェ       |
| 0000.05.23 | 京都   | 東海S                | GII    | 15   | 14.8            | 0（6人）        | 09着 | 和田竜二   | 55   | ダ1900m（不） | 1:56.4 (36.5)     | -1.0      | シルクメビウス         |
| 0000.06.12 | 東京   | ブリリアントS        | OP     | 15   | 11.0            | 0（8人）        | 01着 | 内田博幸   | 56   | ダ2100m（良） | 2:10.3 (36.6)     | -0.1      | （マチカネニホンバレ） |
| 0000.07.07 | 川崎   | スパーキングLC       | JpnIII | 14   | 01.3            | 0（1人）        | 01着 | 岩田康誠   | 57   | ダ1600m（稍） | 1:40.0 (39.3)     | -0.7      | （トーホウドルチェ）   |
| 0000.10.02 | 阪神   | シリウスS            | GIII   | 12   | 06.1            | 0（4人）        | 02着 | 和田竜二   | 56.5 | ダ2000m（良） | 2:04.5 (37.0)     | -0.1      | キングスエンブレム     |
| 0000.11.03 | 船橋   | JBCクラシック        | JpnI   | 13   | 16.7            | 0（5人）        | 08着 | 和田竜二   | 55   | ダ1800m（良） | 1:53.6 (42.3)     | -3.7      | スマートファルコン     |
| 0000.12.05 | 阪神   | ジャパンCダート      | GI     | 16   | 15.7            | 0（6人）        | 07着 | 岩田康誠   | 55   | ダ1800m（稍） | 1:49.5 (36.9)     | -0.6      | トランセンド           |
| 2011.02.02 | 大井   | TCK女王盃            | JpnIII | 16   | 03.4            | 0（2人）        | 01着 | M.デムーロ | 57   | ダ1800m（良） | 1:52.4 (36.3)     | -0.0      | （ミラクルレジェンド） |
| 0000.03.02 | 川崎   | エンプレス杯         | JpnII  | 12   | 01.8            | 0（1人）        | 01着 | 武豊       | 56   | ダ2100m（不） | 2:15.3 (36.6)     | -0.1      | （ブラボーデイジー）   |
| 0000.04.10 | 阪神   | マーチS              | GIII   | 16   | 10.8            | 0（5人）        | 14着 | 武豊       | 56.5 | ダ1800m（稍） | 1:51.3 (36.7)     | -1.3      | テスタマッタ           |
| 0000.05.05 | 船橋   | かしわ記念           | JpnI   | 13   | 029.0           | 0（5人）        | 02着 | 武豊       | 55   | ダ1600m（稍） | 1:38.3 (37.8)     | -0.1      | フリオーソ             |
| 0000.06.01 | 浦和   | さきたま杯           | JpnII  | 12   | 01.6            | 0（1人）        | 05着 | 武豊       | 55   | ダ1400m（不） | 1:26.9 (37.7)     | -0.9      | ナイキマドリード       |
| 0000.07.06 | 川崎   | スパーキングLC       | JpnIII | 10   | 02.1            | 0（2人）        | 01着 | 武豊       | 58   | ダ1600m（良） | 1:39.0 (37.4)     | -1.3      | （トーホウドルチェ）   |
| 0000.09.29 | 大井   | レディスプレリュード | 重賞   | 16   | 01.7            | 0（1人）        | 02着 | 武豊       | 57   | ダ1800m（良） | 1:51.1 (37.1)     | -0.3      | ミラクルレジェンド     |
| 0000.11.03 | 大井   | レディスクラシック   | 重賞   | 13   | 01.6            | 0（1人）        | 02着 | 武豊       | 55   | ダ1800m（良） | 1:49.7 (36.4)     | -0.1      | ミラクルレジェンド     |
| 0000.12.04 | 阪神   | ジャパンCダート      | GI     | 16   | 48.1            | （10人）        | 04着 | 武豊       | 55   | ダ1800m（良） | 1:51.0 (37.5)     | -0.4      | トランセンド           |

- タイム欄のRはレコード勝ちを示す。

## 繁殖成績
|       | 馬名             | 生年   | 性 | 毛色   | 父                 | 馬主               | 厩舎                           | 戦績                  | 出典   |
| ----- | ---------------- | ------ | -- | ------ | ------------------ | ------------------ | ------------------------------ | --------------------- | ------ |
| 初仔  | ネフェルティティ | 2013年 | 牝 | 芦毛   | ゴールドアリュール | 前田幸治           | 栗東・松元茂樹                 | 18戦1勝（引退・繁殖） | [ 4 ]  |
| 2番仔 | ワンフォーオール | 2014年 | 騸 | 芦毛   | ディープインパクト | 前田幸治           | 栗東・松元茂樹 →大井・上杉昌宏 | 51戦4勝（引退）       | [ 5 ]  |
| 3番仔 | アイトマコト     | 2016年 | 牝 | 芦毛   | ディープインパクト | 前田葉子           | 栗東・高橋康之                 | 8戦0勝（引退・繁殖）  | [ 6 ]  |
| 4番仔 | ロニセラ         | 2017年 | 牝 | 青鹿毛 | ディープインパクト | 前田葉子           | 栗東・高野友和                 | 19戦1勝（引退・繁殖） | [ 7 ]  |
| 5番仔 | ディサイド       | 2019年 | 牡 | 芦毛   | ディープインパクト | 前田幸大           | 栗東・高野友和                 | 29戦2勝（引退）       | [ 8 ]  |
| 6番仔 | メジェド         | 2020年 | 牡 | 芦毛   | キズナ             | （株）ノースヒルズ | 栗東・佐々木晶三               | 13戦2勝（現役）       | [ 9 ]  |
| 7番仔 |                  | 2022年 | 牡 | 芦毛   | キズナ             |                    |                                | （デビュー前）        | [ 10 ] |
| 8番仔 |                  | 2024年 | 牡 | 鹿毛   | ドレフォン         |                    |                                |                       | [ 11 ] |

- 2025年4月18日現在

## 血統表
| ラヴェリータの血統            | ラヴェリータの血統              | ラヴェリータの血統       | （血統表の出典）         | （血統表の出典） |
| 父系                          | ミスタープロスペクター系        | ミスタープロスペクター系 | ミスタープロスペクター系 | [ § 2 ]          |
| 父 Unbridled's Song 1993 芦毛 | 父の父Unbridled 1987 鹿毛       | Fappiano                 | Mr. Prospector           | Mr. Prospector   |
| 父 Unbridled's Song 1993 芦毛 | 父の父Unbridled 1987 鹿毛       | Fappiano                 | Killaloe                 |                  |
| 父 Unbridled's Song 1993 芦毛 | 父の父Unbridled 1987 鹿毛       | Gana Facil               | Le Fabuleux              | Le Fabuleux      |
| 父 Unbridled's Song 1993 芦毛 | 父の父Unbridled 1987 鹿毛       | Gana Facil               | Cahredi                  |                  |
| 父 Unbridled's Song 1993 芦毛 | 父の母Trolley Song 1983 芦毛    | Caro                     | *フォルティノ            | *フォルティノ    |
| 父 Unbridled's Song 1993 芦毛 | 父の母Trolley Song 1983 芦毛    | Caro                     | Chambord                 |                  |
| 父 Unbridled's Song 1993 芦毛 | 父の母Trolley Song 1983 芦毛    | Lucky Spell              | Lucky Mel                | Lucky Mel        |
| 父 Unbridled's Song 1993 芦毛 | 父の母Trolley Song 1983 芦毛    | Lucky Spell              | Incantation              |                  |
| 母 Go Classic 1996 鹿毛       | 母の父Gone West 1984 鹿毛       | Mr. Prospector           | Raise a Native           | Raise a Native   |
| 母 Go Classic 1996 鹿毛       | 母の父Gone West 1984 鹿毛       | Mr. Prospector           | Gold Digger              |                  |
| 母 Go Classic 1996 鹿毛       | 母の父Gone West 1984 鹿毛       | Secrettame               | Secretariat              | Secretariat      |
| 母 Go Classic 1996 鹿毛       | 母の父Gone West 1984 鹿毛       | Secrettame               | Tamerett                 |                  |
| 母 Go Classic 1996 鹿毛       | 母の母Seattle Classic 1991 鹿毛 | Seattle Slew             | Bold Reasoning           | Bold Reasoning   |
| 母 Go Classic 1996 鹿毛       | 母の母Seattle Classic 1991 鹿毛 | Seattle Slew             | My Charmer               |                  |
| 母 Go Classic 1996 鹿毛       | 母の母Seattle Classic 1991 鹿毛 | Classy'n Smart           | Smarten                  | Smarten          |
| 母 Go Classic 1996 鹿毛       | 母の母Seattle Classic 1991 鹿毛 | Classy'n Smart           | No Class                 |                  |
| 母系(F-No.)                   | (FN:23-b)                       | (FN:23-b)                | (FN:23-b)                | [ § 3 ]          |
| 5代内の近親交配               | Mr. Prospector 4×3              | Mr. Prospector 4×3       | Mr. Prospector 4×3       | [ § 4 ]          |
| 出典                          | 1. 2. 3. 4.                     | 1. 2. 3. 4.              | 1. 2. 3. 4.              | 1. 2. 3. 4.      |